# Jakub Řezníček
Pour les articles homonymes, voir Reznicek.
Jakub Řezníček, né le 26 mai 1988 à Příbram, est un footballeur tchèque évoluant au poste d'attaquant au FC Zbrojovka Brno.

## Biographie
Il joue plus de 250 matchs en première division tchèque entre 2007 et 2018, inscrivant une soixantaine de buts. Il réalise sa meilleure performance lors de la saison 2015-2016, où il inscrit 13 buts en championnat avec l'équipe du FC Brno.
Au sein des compétitions européennes, il dispute sept matchs en Ligue des champions, et onze matchs en Ligue Europa. Il participe à la phase de groupe de la Ligue des champions lors de la saison 2018-2019 avec le Viktoria Plzeň. Sur les six matchs joués, Plzeň enregistre deux victoires, lors des deux dernières rencontres face au CSKA Moscou et contre l'AS Rome.

## Palmarès
- Champion de Tchéquie en 2018 avec le Viktoria Plzeň
- Vice-champion de Tchéquie en 2015 avec le Sparta Prague
- Vainqueur de la Coupe de Tchéquie en 2011 avec le Mladá Boleslav
- Finaliste de la Supercoupe de Tchéquie en 2011 avec le Mladá Boleslav